# De Luisterkamer
De Luisterkamer is een schilderij in olieverf op een canvas van de Belgische surrealist René Magritte. Het dateert van 1952. Het is momenteel een deel van de Menil Collection in Houston, Texas. Een latere versie van het schilderij (onder dezelfde naam) werd gemaakt in 1958 en behoort nu tot een private collectie.
Beide schilderijen tonen groene appels, maar in een andere kamer. In de versie van 1952 heeft de kamer een houten vloer en een glazen raam met witte omkadering. In de versie van 1958 werd dit vervangen door een grijze bakstenen kamer met een openluchtraam.